# Дела апостолска
Дела апостолска (грч. Πράξεις Ἀποστόλων — [Práxeis Apostólōn]) је књига из канона Новог завета која приповеда о томе како је Исусова порука почела да се проноси Римским царством.
Користи се у свим православним црквама, у римокатоличкој цркви, као и у скоро свим тзв. реформаторским црквама (протестанти, јеховини сведоци, адвентисти, мормони...).
Научна истраживања са веома великом сигурношћу приписују ову књигу аутору Јеванђеља по Луки, које се традиционално приписује Светом Луки. Као и јеванђеље којег је Лука аутор, тако и Дела Апостолска настају као писмо извесном Теофилу, за којег постоји неколико претпоставки о томе ко је он у ствари. Па тако, неки сматрају да је Теофил био римски великодостојник, неки чак и да је био један од римских судија на суду који је требало да осуди св. Апостола Павла.
У оригиналу, Дела Апостолска немају никакав наслов, већ је он књизи додељен у складу са њеним садржајем, односно суштином. Наслов књиге додуше није стопостотно адекватан, будући да се она претежно бави животом и делом светих апостола Петра и Павла, док су остали апостоли тек једва понегде поменути; он је, пак, оправдан због тога што се „све до око средине књиге апостоли спомињу много пута као група (2, 14; 5, 18; 6, 2; 8, 11; 9, 27; 11, 1; 15, 2-22)“. Међутим, неки учењаци сматрају да би адекватнији наслов за књигу био „Дела Духа Светог“ будући да Дух Божији надахњује и води већину дела која се помињу у Делима апостолским, односно да је изузетно осетан нагласак који Лука ставља на присуство и удео Светог Духа у Цркви.

## Циљ писања књиге
„Циљ коме писац тежи, јесте да покаже како светлост јеванђеља заједно са Делима апостолским, осветљава градове један за другим и тако из мајке цркве у Јерусалиму кроз многобожачки свет пролази целим царством, да би напокон доспео до самог срца царства, до Рима. То ширење хришћанског јеванђеља извршио је Свети Дух, који је кроз целокупна Дела апостолска снажно и делотворно присутан.“.
Иако се Дела апостолска баве на веома достојан начин и историјом прве Цркве, правилније је сматрати их наставком трећег јеванђеља, односно другим делом исте књиге од истог писца, него их сматрати историјом прве Цркве. Речима Харингтона, тему Лукине књиге можемо овако изразити: „Дела апостолска приказују свеопште ширење хришћанске религије, како је отпочело и узнапредовало уз помоћ Духа Светога.“ Божје вођство и промисао се може веома лепо уочити и у самој књизи, поготову у томе како је св. апостол Павле са очигледном наменом био од стране самог Господа позван да буде апостол и да проповеда Реч Његову, да је то место апостолу Павлу Господ сам наменио (13, 2) и да га је непрестано водио на том задатку (16, 6-10). Како, опет Харингтон, каже у својој књизи, књига Дела апостолска „није ни световна ни црквена историја. Она доноси једну страницу историје спасења“.
Књига се и завршава показујући да је циљ који је писац себи поставио испуњен. Реч Божија прошла је од Јерусалима до краја земље.

## Време и место настанка
Тибингенска школа (у 19. веку) настанак Дела апостолских хронолошки је смештала у 2. век по христу због идеализоване представе о цркви на коју наилазимо у овој књизи и због потпуне усклађености односа између хришћана јудејског порекла и хришћана многобожачког порекла. Гледишта ове школе данас су у потпуности напуштена“. Како је данас код највећег броја научника прихваћена као тачна теорија да је аутор Дела апостолских св. Лука, то се онда у њиховим учењима време настанка ове књиге мора сместити негде у време док је Лука живео. „Антимарцонски пролог и Мураторијев канон изричито кажу да је ова књига настала након Павлове смрти“. Како се верује да је књига настала као други део, односно наставак Лукиног јеванђеља за које се претпоставља да је написано нешто пре 70. године, то се онда за време настанка Дела апостолских верује да је негде између 70. и 80 године, по некима чак и између 63. и 70. године по Христу.

## Хронологија догађаја у делима апостолским
Сам писац не даје неку јасну хронологију изложених догађаја, али по разним историјским личностима, које спомиње, могуће је да изведемо закључке о следећој хронологији:
- зачеци прве Цркве – 30-36;
- мисионарење у јудејском расејању – 36-46;
- прво мисионарско путовање апостола Павла – 46-48;
- Апостолски Сабор – 48/49;
- друго и треће Павлово мисионарско путовање – 49-57;
- двогодишње сужањство апостола Павла у Кесарији – 58-60;
- путовање у Рим и сужањство – 61-63“[17]

## Проблем текста
Дела апостолска сачувана су у два текстуална облика: александријском или неутралном (грчки текст који стоји у критичким издањима Новог завета) и тзв. „западном“ типу, који је сачуван у старолатинском и сиријском преводу и код латинских отаца.

## Значај који Дела апостолска имају на данашњу Цркву
Дела апостолска су од огромног значаја за данашњу Цркву, како у историјском смислу, тако и у смислу што како историјску, тако и данашњу Цркву постављају на „своје место“ показујући у вјек и вјеков постављен пут којим је Цркви Христос одредио да ходи – путем мисионарења. Такође, у Делима апостолским се налазе корени многих чиниоца савремене Црквене праксе, почев од хиротоније, преко саборовања па надаље, до светотајинства. Како раној Цркви и апостолима, тако и данашњој Цркви, епископима, свештенству и верницима Дела апостолска остају као неугасив инструмент који стално позива на сабрање, на крштење и на проповедање. Захваљујући благодељу св. апостола Петра и Павла и изузетној литерарној и богословској способности Светог Луке Црква је, као живи организам који дише и који се креће, остала непромењена у својој основној суштини и намени све до данашњег дана.